# Karoline Brandauer
Karoline Brandauer (* 16. März 1925 in Adnet; † 15. März 1989 in Oberndorf bei Salzburg) war eine österreichische Schriftstellerin.

## Leben und Werk
Als außereheliches Kind einer Bauernmagd geboren, wuchs Karoline Brandauer bei Zieheltern in Oberndorf bei Salzburg auf. Nach der Absolvierung einer Lehre begann sie als Verwaltungsbedienstete im Oberndorfer Gemeindeamt zu arbeiten. In den 1950er Jahren veröffentlichte sie erste lyrische Texte in Zeitschriften und Anthologien, u. a. in dem von Hans Weigel herausgegebenen Periodikum Stimmen der Gegenwart. Eine Lesung Brandauers in Salzburg wurde 1953 vom jungen Thomas Bernhard, der als Journalist für das Demokratische Volksblatt tätig war, sehr positiv aufgenommen.
1954 und 1955 nahm Brandauer als Autorin an der renommierten Österreichischen Jugendkulturwoche in Innsbruck teil und knüpfte dort Kontakte im literarisch-künstlerischen Feld. Mit Hans Weigel stand sie über lange Zeit in brieflichem Austausch. Die Bekanntschaft mit dem Wiener Maler Kurt Absolon hat Brandauer in dem Prosatext Eine Begegnung geschildert. Nach einer Gehirnblutung musste sie 1964 ihre berufliche Tätigkeit aufgeben, war aber weiterhin als Autorin tätig.
Ihr literarisches Werk umfasst neben einzelnen kürzeren Prosatexten vor allem Gedichte, die ihre Auseinandersetzung mit christlicher Tradition und literarischer Moderne gleichermaßen dokumentieren. 1969 erschien der erste Lyrikband Vor einem Haselzweig, der 1984 in erweiterter Form neu aufgelegt wurde. Zu ihren berühmtesten Texten zählt das Gedicht 24.12.1818, in dem die Entstehung des Weihnachtsliedes Stille Nacht thematisiert wird.
Der Nachlass der 1989 verstorbenen Autorin wird seit 2025 im Literaturarchiv Salzburg aufbewahrt.
Nach ihr ist der Karoline-Brandauer-Park in Oberndorf benannt, in dem sich auch ein Gedenkstein für die Autorin befindet.

## Veröffentlichungen
- Vor einem Haselzweig. Gedichte. Wien: Österreichische Verlagsanstalt 1969.
- Später Schnee. Salzburg: Podium 70 [1979] (= Lyrische Streifen, Folge 41).
- Vor einem Haselzweig. Gedichte. Wiener Neustadt: Weilburg 1984. [erweiterte Neuausgabe]
- Lyrik und Prosa. Oberndorf bei Salzburg: Tourismusverband Oberndorf 2010.

## Auszeichnungen
- Georg-Trakl-Förderungspreis 1957